# Cardioglossa pulchra
Cardioglossa pulchra – gatunek płaza bezogonowego z rodziny artroleptowatych (Arthroleptidae).

## Nazwa
Epitet gatunkowy nazwy tego kręgowca – pulchra – to żeńska forma łacińskiego przymiotnika pulcher oznaczającego m.in. „piękny”.

## Występowanie
Zwierzę występuje we wschodniej Nigerii nieopodal granicy z Kamerunem (Obudu Plateau, w tym Park Narodowy Cross River), a także w zachodnim Kamerunie (Mount Manengouba, Mount Ngokham, rezerwat leśny Bafut-Ngemba, Batié, Fongo-Tongo). Zamieszkuje tereny położone na wysokości 900–1800 m n.p.m.
Występuje w lasach górskich i podgórskich wzdłuż potoków o wartkim nurcie, także wzdłuż obrzeży lasów na dużych wysokościach. Radzi sobie w środowisku do pewnego stopnia wylesionym.

## Rozmnażanie
Rozmnaża się w strumieniach.

## Status
W Czerwonej księdze gatunków zagrożonych IUCN płaz ten od 2004 roku klasyfikowany jest jako gatunek zagrożony (EN, ang. Endangered).
Gatunek wydaje się pospolity zwłaszcza w okresie rozrodczym. Trend liczebności populacji nie jest znany.
Rozwój rolnictwa, eksploatacja lasów i osadnictwo stanowią główne zagrożenia dla tego gatunku.